# Three poems
Three poems is een compositie van Frank Bridge. Bridge had een vierdelige suite voor ogen: Four characteristic pieces, maar liet later het laatste deel Arabesque, dat hij in 1916 had geschreven, weg. Het verscheen later als een aparte uitgave, terwijl de andere drie onder de nieuwe titel Three poems verder het leven doorgingen. De stukjes voor piano in de Three poems werden geschreven terwijl Bridge aan orkestwerken bezig was, dus de stukken zijn in dezelfde techniek geschreven als Dance poem (Solitude) en Two poems after Richard Jeffries (Sunset).
De buitendelen van het werk Solitude (eenzaamheid) en Sunset (zonsondergang) zijn daarbij enigszins bedachtzaam, het middendeel Ecstasy (extase) natuurlijk niet.
Delen:
- Solitude in tempo poco adagio e molto espressivo, voltooid in december 1913
- Ecstasy in lento e sostenuto – Allegro con moto voltooid in januari 1914
- Sunset in adagio e sostenuto voltooid in april 1914

De eerste uitvoering van Sunset vond plaats op 9 juli 1923 in het Royal College of Music, van de overige delen is dat niet bekend.

## Discografie
- Uitgave Naxos: Ashley Wass in 2005 (exclusief Arabesque)
- Uitgave SOMM: Mark Bebbington (Arabesque apart)
- Uitgave Continuum: Peter Jacobs (Arabesque apart)